# 道の駅まるせっぷ
道の駅まるせっぷ（みちのえき まるせっぷ）は、北海道紋別郡遠軽町にある国道333号の道の駅である。

## 概要
紋別郡旧丸瀬布町に1994年（平成6年）4月26日に設置された。地元の木材を使用したウッドクラフト製品と自動演奏のグランドピアノが特色である。
利用者数は年間約100万人であり、北海道内の道の駅で上位の利用者数を誇った。しかし2017年（平成29年）3月19日、旭川紋別自動車道が遠軽瀬戸瀬インターチェンジまで延伸したことで、国道333号沿いにある本施設の利用客が激減し、延伸前の6割減となった。
利用状況
| 年度               | 年間 利用者数 | 道内 順位 | 出典        |
| ------------------ | ------------- | --------- | ----------- |
| 2003年（平成15年） | 102,725       |           | [ 2 ]       |
| 2011年（平成23年） | 954,930       |           | [ 3 ]       |
| 2012年（平成24年） | 918,023       | 3位       | [ 3 ] [ 4 ] |
| 2013年（平成25年） | 971,572       |           | [ 5 ]       |
| 2014年（平成26年） | 914,763       |           | [ 5 ]       |
| 2015年（平成27年） | 895,707       |           | [ 5 ]       |
| 2016年（平成28年） | 970,668       | 5位       | [ 6 ]       |

## 主な施設
- 駐車場
  - 普通車：63台
  - 大型車：10台
  - 身障者用：3台
- トイレ（いずれも24時間使用可能）
  - 男：大 3器 小 6器
  - 女：6器
  - 身障者用：1器
- 公衆電話：1台
- 木芸館（9:00 - 18:00、10月 - 4月下旬は17:00）
  - 自動演奏ピアノ
  - 喫茶コーナー
  - レストラン「フォレスト道の駅店」

※営業時間は、11:00 - 18:00（4月下旬 - 10月下旬）、11:00 - 17:00（10月下旬 - 4月下旬）
- ふるさと公園

## 休館日
- 毎週月曜日（祝日の場合、翌日）
- 年末年始

## アクセス
- 直接連絡
  -  国道333号
- 間接連絡
  - E39 旭川紋別自動車道（ 国道450号）：丸瀬布IC

## 周辺
- 森林公園いこいの森
- 丸瀬布昆虫生態館
- 丸瀬布温泉